# Limax maximus
Limax maximus é uma espécie de lesma terrestre conhecida como lesma-leopardo, lesma-tigre ou lesma-gigante-de-jardim. É uma espécie pertencente à família Limacidae.
Esta lesma tem o corpo arredondado e presenta uma quilha na parte posterior. É de cor acinzentada ou enegrecida, com manchas ou linhas mais escuras; tem o pé de cor esbranquiçada e o seu muco é incolor.
É uma espécie originária da Europa mas na actualidade podemos encontrá-la em outras partes do mundo.
Alimenta-se de plantas, fungos, lixo, etc. Tem hábitos nocturnos, ainda que também a possamos ver em dias chuvosos e de temperatura amena.
Habita em vários tipos de locais, como bosques, jardins, exteriores de edifícios, muros e pilhas de lixo, por exemplo.
São hermafroditas com fecundação cruzada. Para a cópula penduram-se a um filamento de muco e enroscam os seus genitais que se parecem umas grandes massas esbranquiçadas.
Estas lesmas aparecem na Primavera e no Outono. O seu ciclo de vida é de uns três ou quatro anos.
É bastante agressiva com outras lesmas, sobretudo quando há em grandes densidades.